# 알프레트 폰 작센코부르크고타 공작
알프레트 폰 작센코부르크고타 공작(독일어: Alfred Herzog von Sachsen-Coburg-Gotha, 1844년 8월 6일~1900년 7월 30일)는 영국의 빅토리아와 작센코부르크고타의 앨버트 사이에서 차남으로 태어난 아들로서, 백부였던 작센코부르크고타의 에른스트 2세의 뒤를 이어서 작센코부르크고타 공국의 공작이 되었다. 그의 유일한 아들이었던 알프레트 공세자가 알프레트보다 먼저 사망하였기에, 공위는 동생이었던 올버니 공작 레오폴드의 장남이었던 올버니 공작 찰스 에드워드가 상속받았다.

## 생애

### 어린 시절
그는 윈저 성에서 영국의 빅토리아와 작센코부르크고타의 앨버트 사이에서 둘째 아들이자, 네 번째 자녀로 태어났고 영국 왕위 계승 서열 2위가 되었다. 그는 자라면서 왕실 해군으로 일하기를 원하였고, 해군 제독이 된다. 오톤이 폐위될 때, 그가 국왕 후보로 추천되었지만, 그리스를 독립시킬 때 서구 열강들은 이미 강대국을 다스리는 왕가에서 그리스 군주를 배출하지 않기로 결정하였으므로, 그리스의 국왕이 되지는 못하였다. 1864년에는 형인 웨일스 공 에드워드와 그의 아내 웨일스 공비 사이에서 클래런스애번데일 공작 앨버트 빅터가 태어나면서, 왕위 계승 서열 2순위에서 3순위로 밀려나게 되었다.

### 에든버러 공작
1866년 5월 24일, 여왕의 47번째 생일 때 여왕과 의회는 그에게 에든버러 공작 지위와 함께 얼스터, 켄트의 백작 지위를 주었으며, 15000 파운드를 주었다.

### 결혼과 공국 상속
그는 러시아 여대공이었던, 마리야 알렉산드로브나와 결혼하게 되지만, 둘의 결혼 생활은 별로 행복한 편이 아니었다. 백부인 작센코부르크고타의 에른스트 2세가 후사없이 사망하자, 그가 작센코부르크고타의 공작위를 이어받게 되는데, 이 때 웨일스 공 에드워드는 외국의 군주가 될 것이라면, 영국 왕위계승권을 포기해야한다고 주장하였고, 야망적이었던 에든버러 공작 부인의 적극적인 찬성으로 인하여, 영국 왕위계승권을 포기하고 작센코부르크고타 공작이 되었다. 유일한 아들이었던 알프레트 공세자는 그보다 먼저 사망하게 되는데, 그의 동생이었던 코넛 공작 아서와 그의 아들 코넛 공자 아서가 영국 왕위계승권을 지키기 위하여, 공국 계승을 거부하므로 먼저 사망한 막내 동생 올버니 공작 레오폴드의 아들이었던 올버니 공작 찰스 에드워드가 작센코부르크고타 공작이 된다.

## 직함
- 1844년 8월 6일 ~ 1866년 5월 24일: 알프레드 왕자 전하
- 1866년 5월 24일 ~ 1893년 8월 23일: 에든버러 공작 전하
- 1893년 8월 23일 ~ 1900년 7월 30일: 작센코부르크고타 공작

## 자녀
| 사진 | 이름                               | 생일             | 사망                  | 기타                                                                                                |
| ---- | ---------------------------------- | ---------------- | --------------------- | --------------------------------------------------------------------------------------------------- |
|      | 작센코부르크고타 공세자 알프레트   | 1874년 10월 15일 | 1899년 2월 6일(24세)  | 화기로 자살.                                                                                        |
|      | 에든버러의 마리아                  | 1875년 10월 29일 | 1938년 7월 18일(62세) | 루마니아 페르디난트 1세와 결혼, 3남 3녀                                                             |
|      | 작센코부르크고타의 빅토리아 멜리타 | 1876년 11월 25일 | 1936년 5월 2일(59세)  | 헤센 대공국 대공 에른스트 루트비히와 결혼 후 이혼, 1녀 키릴 블라디미로비치 로마노프와 결혼, 1남 2녀 |
|      | 작센코부르크고타 공녀 알렉산드라   | 1878년 9월 1일   | 1942년 4월 16일(63세) | 호엔로헤랑겐부르크의 에른스트 2세와 결혼, 2남 3녀                                                   |
|      | 작센코부르크고타 공녀 베아트리체   | 1884년 1월 14일  | 1966년 11월 14일      | 갈리에라 공작 알폰소와 결혼, 3남                                                                    |